# Pehr Löfling
Pehr Löfling (Valbo Gastrikeland, Suecia, 31 de enero de 1729 - San Antonio del Caroní - Bolívar, Venezuela, 22 de febrero de 1756) fue un naturalista y botánico sueco. Fue uno de los diecisiete apóstoles de Linneo.
Es uno los naturalistas más extraordinarios de la historiografía de las ciencias naturales en Venezuela y del período colonial español en América, aunque su trabajo es poco conocido. En botánica y en zoología es conocido como el primer investigador científico que pisó tierras venezolanas, realiza estudios y descripciones serias sobre la flora y fauna venezolana. Introduce el microscopio en Venezuela. Seguramente, su prematura muerte a los 27 años de edad, así como la pérdida de su herbario colectado en la región oriental y guayanesa de Venezuela, son los motivos de que su trabajo no haya trascendido.

## Biografía
Pehr Löfling nació el 31 de enero de 1727 en el poblado de Valbo Gastrikeland, (Suecia). Hijo de Erik Löfling (contador) y de Bárbara Strandman. Su educación básica la recibe de un tutor privado, y a la edad de 16 años ingresa en la Universidad de Upsala con el propósito inicial de estudiar Teología.
Al poco tiempo de su estadía en dicha casa de estudios se ve motivado por la Botánica que impartía Carlos Linneo en dicha institución y termina cursando estudios de Medicina, entrando así en el círculo de los discípulos de Linneo. Pronto se convierte en tutor del hijo de Linneo y ayudante de éste y organiza las notas de su último viaje al sur de Suecia.

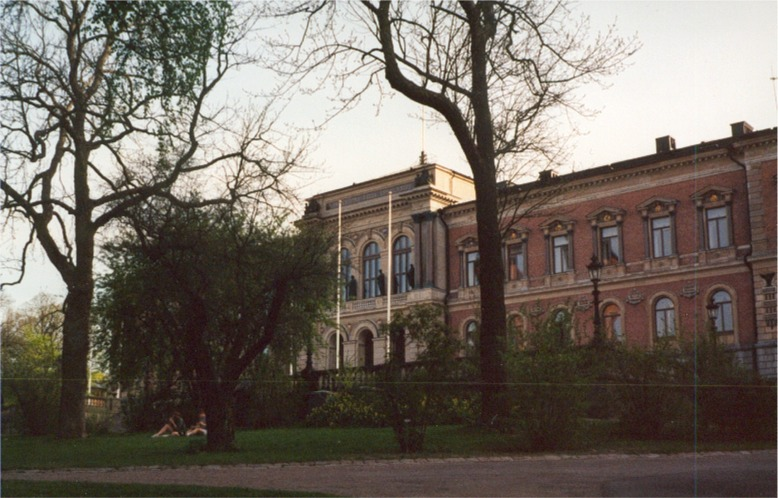
Universidad de Upsala.

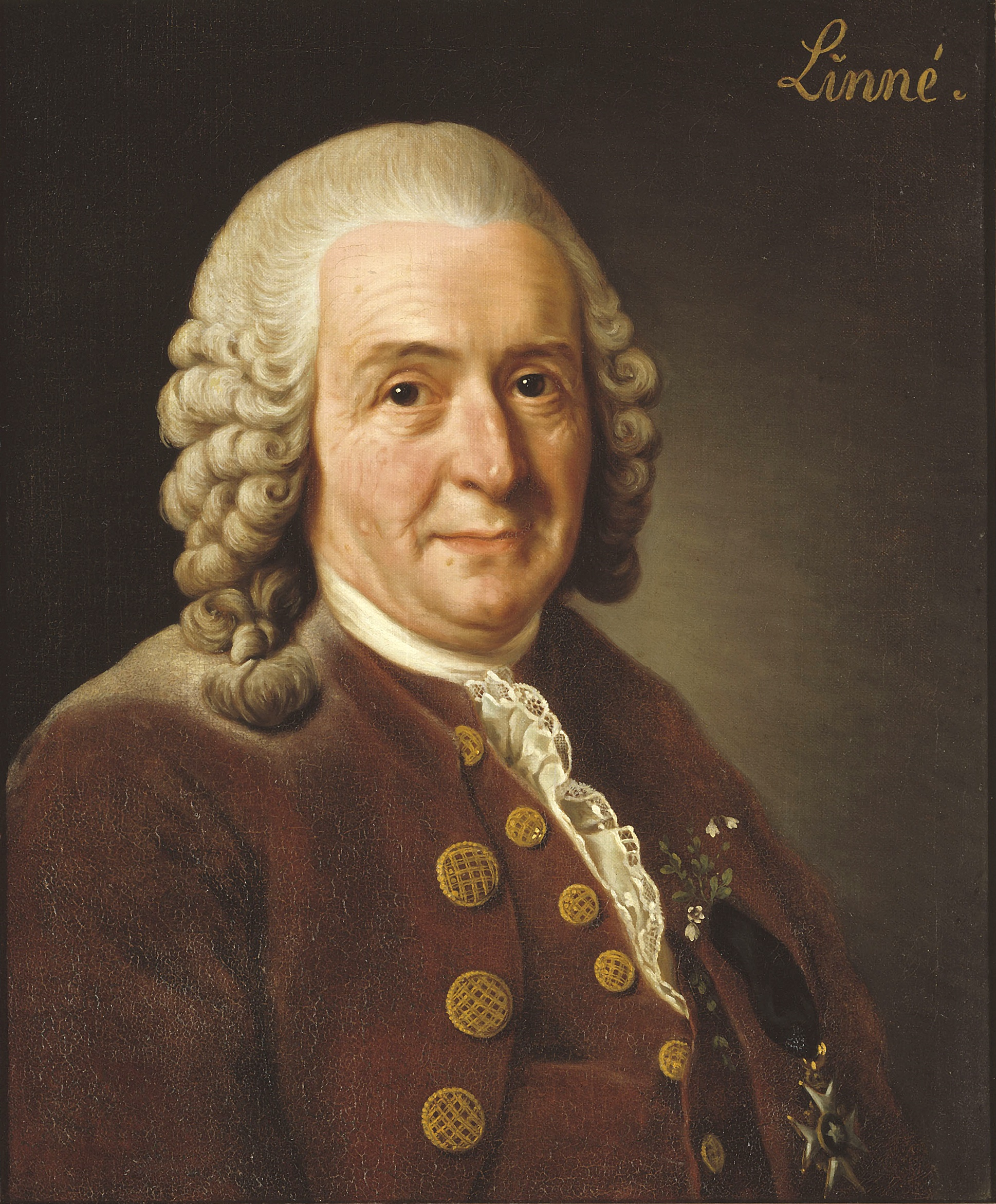
Carlos Linneo, maestro de Löfling.

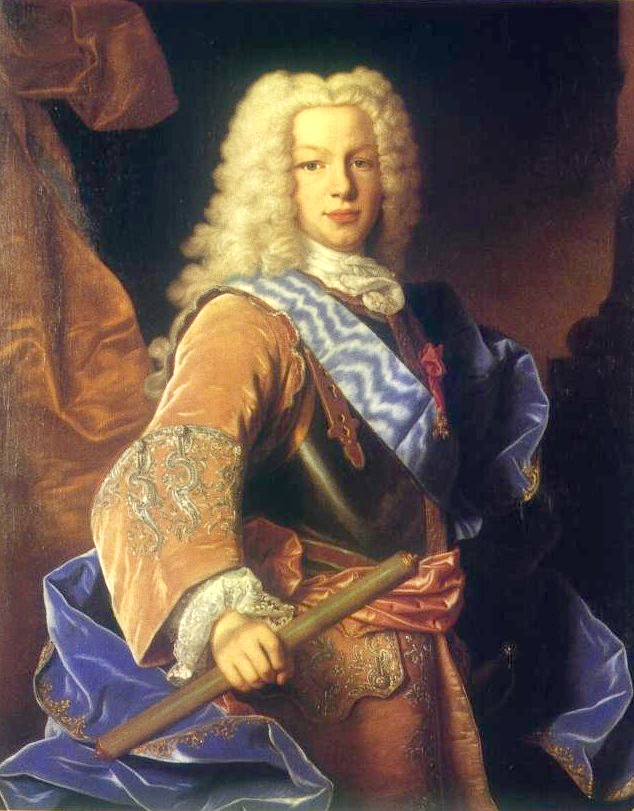
El Rey Fernando VI de España, quien firma el Tratado de Límites con el Rey Juan II de Portugal.

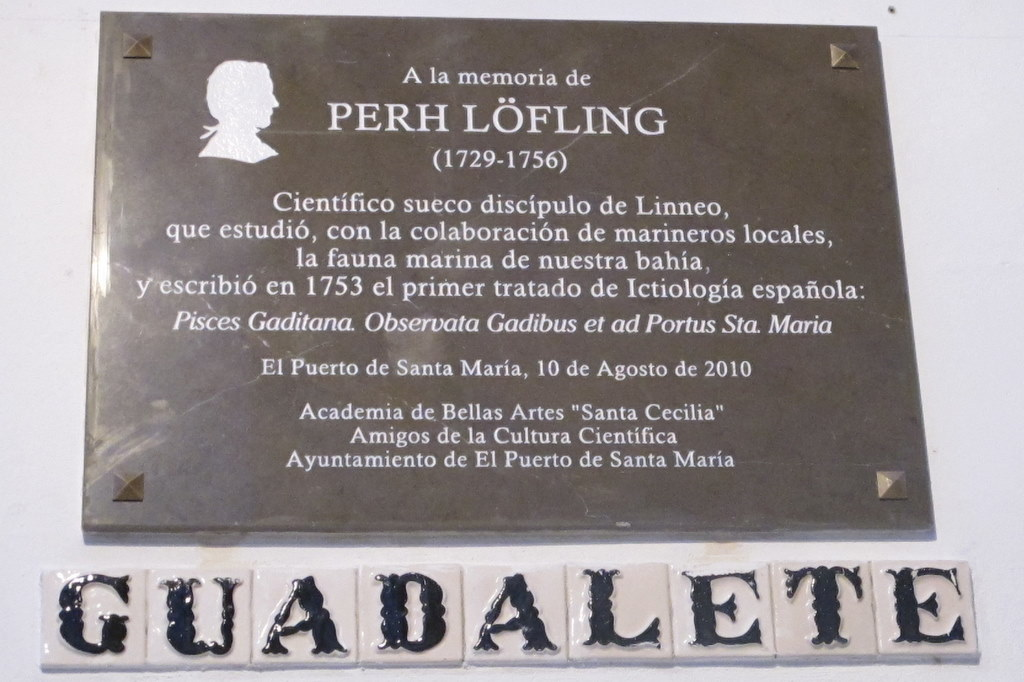
Placa en memoria de Pehr Löfling en El Puerto de Santa María.

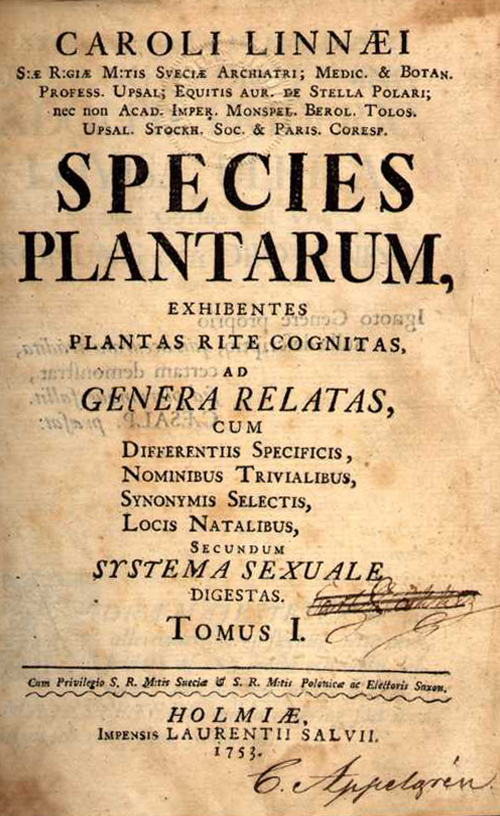
Portada de la obra de Linneo Species plantarum (1753), donde se instauró el uso de la nomenclatura binominal.

En 1749 presenta su tesis escrita sobre yemas y retoños en los árboles, e ingresa en la Academia de Ciencias de Suecia en 1751.
Gracias a los buenos oficios del Marqués de Grimaldi, embajador en Estocolmo, Fernando VI invita a Linneo para que viaje a España, o en su defecto envíe un discípulo aventajado, el maestro seleccionará a Löfling para que vaya en su lugar. Previo a su viaje a España, Löfling pasa algún tiempo con Linneo en una etapa de formación científica en las áreas de Botánica y de Zoología. En la primera se dedica al estudio de la criptogamia y fanerogamia. En el área zoológica realiza una publicación sobre un insecto monóculo hallado en las branquias de peces como las percas y lucios.
Löfling permanece en España de 1751 a 1754, logrando recoger 1400 plantas para su Flora matritense. Asimismo, le envió a Linneo numerosas muestras de nuevas hierbas para efectos de su clasificación. Pronto fue aceptado por la comunidad científica española la cual se mostraba inicialmente reticente: Loefling era luterano y linneano, mientras los españoles, en lo referente a la botánica, se guiaban por las teorías del francés Jean Paul de Tourneforts. Al poco tiempo de su estadía en España, Loefling aprendió a hablar el castellano y fue traductor de la Cancillería española. Linneo describirá varias especies nuevas para la ciencia y una de ellas se la dedicará a su discípulo, la Loeflingia hispanica. En el campo de la zoología realiza publicaciones y descripciones de corales, estos últimos publicados en la Gaceta de Madrid en 1752, además de adquirir experiencia en la clasificación de peces.
En España, José de Carvajal y Lancaster, canciller del rey Fernando VI, le invita a formar parte de la expedición que organizaba España para establecer los límites con Portugal de sus posesiones en Sudamérica, denominada Expedición de Límites al Orinoco 1754-1761, y así cumplir con los términos del Tratado de Límites (13 de enero de 1750), invitación que Löfling acepta y donde le asignan el título de Botánico del Rey.  Entre sus funciones figuraban el estudio de plantas y en especial de la canela y la quina, así como la colecta de ejemplares botánicos y zoológicos.
Son compañeros de Löfling en esta expedición las siguientes personas: con cargo de Primer Comisario José de Iturriaga, Segundo Comisario Eugenio de Alvarado, Tercer Comisario Antonio de Urrutia, Cuarto Comisario José Solano y Bote, Ayudante del Primer Comisario Juan Ignacio de Madariaga. Con el cargo de cosmógrafos se hallan Ignacio Milhau, Vicente Doz y Nicolás Guerrero, José Mariano Monroy, Juan Sánchez Galán, José Santos Cabrera y el Jesuita Francisco Javier Haller. Los cirujanos de la expedición fueron Matías Vercial, Antonio Álvarez, Antonio Ramírez y Francisco Rodríguez; los pilotos Santiago Zuluaga, Francisco Guillín, José Blanco y Valentín Cierto. Acompañan a Löfling como botánicos Benito Paltor, Antonio Condal y los dibujantes Bruno Salvador Carmona y Juan de Dios Castel.
El 15 de febrero de 1754 parte la Expedición de Límites del Orinoco del puerto de Cádiz. Tarda 55 días en llegar a las costas de Venezuela, y durante el tiempo de travesía colectan ejemplares de peces, moluscos, crustáceos y medusas que se describen y dibujan. La expedición arriba a Cumaná el 11 de abril de 1754. En el buque fondeado frente a la península de Araya, estudia el fenómeno de bioluminiscencia marina y logra recolectar algunos fósiles en las inmediaciones del Castillo de Araya.
A la llegada de Löfling, pocas eran las referencias científicas que se tenían de la historia natural de Venezuela. Las descripciones de la flora y fauna que existían eran las realizadas por los cronistas de Indias, que adolecían de rigor metodológico. Es aquí donde radica la importancia de los trabajos de Löfling: como buen discípulo de Linneo, utilizará el método de su maestro para realizar las primeras descripciones científicas de la flora y fauna de las posesiones sudamericanas de la Corona española.
A los pocos días de su llegada, ya había realizado observaciones sobre un centenar de plantas, como consta en su diario, así como las primeras descripciones zoológicas. Después de una estadía en la ciudad de Cumaná se desplaza hacia Barcelona y otras poblaciones, como las misiones Píritu y San Bernardino.
En el extinto pueblo del Tocuyo, cerca de Unare, conoce al Padre Antonio Caulín, el cual le asiste en su trabajo y acoge en el momento en que se enferma. Con el material recogido en Cumaná y esta zona, redacta dos manuscritos, los cuales se guardan en el Real Jardín Botánico de Madrid: “Primer Borrador de la Flora Cumanensis” y “Flora Cumanensis” que son la base de “Iter Hispanicun” al que Linneo le ha dado el título de “Plantae Americanun”. Luego vuelve a Cumaná, y a finales de 1754 retorna a Barcelona y a la misión de San Bernardino.
En el campo de la zoología, describe y dibuja especies de peces marinos y de agua dulce, que quedan asentadas en un manuscrito titulado: “Borrador de observaciones hechas en el viaje de Cumaná a Guayana” y “Ycthilogia orinocensis” y entre los cuales se hallan descripciones de: carite (Scomberomorus spp.), torito o chapín (Rhinesomus, spp.), mojarra (Eugerres spp.), mero y guaza (Larus spp.), tajalí (Trichiurus lepturus), raya de río (Potamotrygon sp.), guitarrilla (Bunocephalus sp.), laulau o valentón (Brachyplatystoma filamentosus), cuchillo (Gymnotus sp.) y temblador (Electrophorus electricus). Además de los peces realiza comentarios y dibujos de otros animales como medusas, caracoles y crustáceos y algunos organismos terrestres entre los que figuran anfibios como la culebra de dos cabezas (Amphisbaena sp.), reptiles, caiman (Crocodilus spp.), iguana (Iguana iguana), mata (Chelus fimbriatus), aves como la guapa (Upispa sp.), el carrao (Aramus sp.) y el tiñoso (Anous spp.); y mamíferos como el rabipelado (Didelphis marsupialis), chirri o marmosa (Marmosa sp.), cuchichuchi (Potos flavus) y pereza (Bradypus sp.), oso hormiguero (Mymercophaga tetradactila). Crustáceos: langosta o camarón mantis: (Squilla sp.); invertebrados terrestres: ciempiés (Scolopendra sp.) y escorpión.
En mayo de 1755, Löfling se halla en Guayana a la cual había llegado por tierra, por vía de los llanos, desde la ciudad de Barcelona. Allí y durante su viaje, colecta material botánico y zoológico y redacta un manuscrito titulado Borrador de observaciones hechas en el viaje de Cumaná a Guayana. Durante su estadía en esta región, él y algunos de sus compañeros vuelven a enfermar con fiebre y vómitos.
Su estancia en territorio venezolano será breve, ya que a los dos años de su llegada muere a la edad de 27 años, en la orilla del río Caroní en la Misión de San Antonio del Caroní, el 22 de febrero de 1756, a consecuencia de la fiebre con vómitos y espasmos. Fue enterrado al pie de un naranjo junto a la iglesia en la misión de Santa Eulalia de Merecuri.
Al enterarse de su muerte Carlos de Linneo, dijo: «Nunca ha perdido tanto la botánica por una muerte y nunca el mundo de la ciencia echará tanto de menos a alguien por una desgracia. No lo digo por alabar, porque es cierto que un botánico tan profundo y atento había puesto sus pies en tierra extranjera, ni tampoco ha habido un viajero que haya tenido ocasión de hacer los grandes descubrimientos que pudo hacer Loefling. Había llegado al país más maravilloso que alumbra el sol».

## Honores
- Es Linneo quien publica póstumamente su único artículo científico Iter Hispanicum, eller resa til Spanska Länderna uti Europa och America 1751 til 1756 (1758).

- En el editorial del primer número del Correo del Orinoco hay una mención digna para Loefling y Humboldt.

- En 1957, el director del Museo Etnográfico de Estocolmo, el profesor Stig Ryden, publicó un interesante libro titulado “Pedro Loefling en Venezuela”

- En la ciudad de Puerto Ordaz en el Estado Bolívar, Venezuela, se creó tanto el Parque Zoológico Loefling[19] como la Unidad Educativa Colegio Loefling en honor al primer naturalista que se interesó en el estudio científico de la flora y la fauna de la región. La Avenida Loefling es una de las vías más importantes de Puerto Ordaz.

- IPOSTEL emitió una estampilla conmemorativa y el motivo era una planta que Löfling había descrito.

- En el Puerto de Santa María, provincia de Cádiz, España, se colocó el 10 de agosto de 2010 una placa en su memoria. Cita "A la memoria de Pehr Löfling. Científico sueco discípulo de Linneo, que estudió, con la colaboración de marineros locales, la fauna marina de nuestra bahía, y escribió en 1753 el primer tratado de Ictiología española: Pisces Gaditana. Observata Gadibus et ad Portus Sta. Maria".[20]

### Epónimos
Género
- Linneo le dedicó el género botánico Loeflingia L.[21] de la familia de las Caryophyllaceae

Especies
- (Campanulaceae) Campanula loeflingii Brot.[22]
- (Combretaceae) Combretum loeflingii Eichler[23]
- (Euphorbiaceae) Janipha loeflingii Kunth[24]
- (Euphorbiaceae) Jatropha loeflingii F.Aresch.[25]
- (Euphorbiaceae) Manihot loeflingii Müll.Arg.[26]
- (Haemodoraceae) Xiphidium loeflingii Mutis[27]
- (Plantaginaceae) Plantago loeflingii Thunb.[28]
- (Plantaginaceae) Plantago loeflingii M.Bieb.[29]
- (Plantaginaceae) Plantago loeflingii Huds.[30]
- (Theophrastaceae) Bonellia loeflingii (Carrasquel) B.Ståhl & Källersjö[31]
- (Violaceae) Corynostylis loeflingii Spreng.[32]

- La abreviatura «Loefl.» se emplea para indicar a Pehr Löfling como autoridad en la descripción y clasificación científica de los vegetales.[33]

## Algunas publicaciones
- Löfling, Pehr. 1757: “Plantae Americanae”. Madrid: Insula.
- ----. 1751: “Beskrifvning pa tüane dina coraller”. Kongl, Svenska Vetenskaps Akademimiens., Stockholm.,. 13:109-122,
- ----. 1751: “Monoculus cauda foliacea plana”., Acta Societais Regiae Scientiarum Upsaliensis., pp:42-46 Upsala.,
- ----. 1752: (Sosling (Löfling), Pehr)., Gaceta de Madrid. 44:350. Madrid., 31 de octubre de